# 기시다 유스케
기시다 유스케(일본어: 岸田 悠佑, 1999년 7월 10일~)는 일본의 축구 선수이다.

## 구단 경력
그는 J1리그의 감바 오사카에 입단했다. 2017년 J3리그의 감바 오사카 U-23에서 뛰었다. 2018년부터 2021년까지 주쿄 대학에서 활동하였다. 2022년 일본 풋볼 리그의 혼다 FC에 입단했다.